# Callistethus virescens
Callistethus virescens är en skalbaggsart som beskrevs av Hermann Burmeister 1844. Callistethus virescens ingår i släktet Callistethus och familjen Rutelidae. Inga underarter finns listade.